# Cerosterna pollinosa
Cerosterna pollinosa es una especie de escarabajo longicornio del género Cerosterna, subfamilia Lamiinae. Fue descrita científicamente por Buquet en 1859.
Se distribuye por Indonesia y Malasia. Mide 41-51 milímetros de longitud. El período de vuelo ocurre en el mes de marzo.